# Kafr Hum
Kafr Hum (arab. كفرحوم) – miejscowość w Syrii, w muhafazie Idlib. W 2004 roku liczyła 1143 mieszkańców.